# Ercheia strigipennis
Ercheia strigipennis là một loài bướm đêm trong họ Noctuidae.